# インターネット選挙運動
インターネット選挙運動（インターネットせんきょうんどう）は、インターネットを利用した選挙運動である。ネット選挙と略されることもあるが、投票自体をネット上で行う「ネット投票」とは区別される。

## 概要
2013年（平成25年）4月に公職選挙法が改正され、インターネットを利用した選挙運動（以下：ネット選挙）が可能になった。改正前はネット選挙は図画頒布としてみなされており、規制の対象となっていた。改正によりウェブサイトおよび電子メールを利用した方法が解禁された。2025年6月現在、この内容は変わっていない。
総務省公式サイトのガイドラインによると、以下の手段は「ウェブサイト等を利用する方法」にあたり、候補者・政党・一般有権者が選挙運動に利用することができる。
1. ウェブサイト(いわゆるホームページ)
2. ブログ・掲示板
3. Twitter、Facebookなどのソーシャル・ネットワーキング・サイト
4. 動画共有サービス (YouTube、ニコニコ動画 など)
5. 動画中継サイト (Ustream、ニコニコ生放送 など)
6. その他、今後現れる新しい手段

この際、電子メールアドレスやSNSアカウントなどの連絡先を掲載する表示義務がある。具体的には、ウェブサイトの場合はトップページに連絡先情報を分かりやすく表示する、掲示板の場合は書き込みひとつひとつに連絡先情報を表示する必要がある。ツイッターやフェイスブックなどの場合、ユーザー名に連絡できるので、投稿に電子メールアドレスなどを記載する必要はない。この表示義務には罰則はないが、候補者らから異議申し立てを受けたプロバイダーは発信者の許可なく削除できる。
18歳未満など、以前から選挙運動を禁止されている者は、引き続き選挙運動が禁じられており、総務省は未成年者向けに選挙運動メッセージをリツイートなどしないよう呼びかけている。
一方、SMTP方式を利用する電子メールは、候補者と政党にのみ認められる。有権者は、受け取ったメールを転送することも許されない。これは転送の際に誹謗中傷がおきやすいことを考慮した措置だが、今やSNSといった公開の場で平然と誹謗中傷が拡散されている有り様である。なお、電子メールを利用してフェイスブックアドレスにメッセージを送信するなどの行為は、電子メールの送信にあたる。
ウェブサイト上に掲載、または選挙運動用電子メールに添付された選挙運動用ビラやポスターの転載は可能だが、紙に印刷して証紙なしで頒布する行為は、候補者、政党、一般有権者いずれについても禁止されている。今日ではスマホで見られるため印刷されることは殆どなく、時代にそぐわない規定となっているとの指摘もある。
また、有料インターネット広告については、政党等のみ選挙運動用ウェブサイトに直接リンクする広告が認められる。候補者のポスターやビラについて国や自治体から費用が出るが、動画の作成については費用は出ず、候補者が金銭を支払うことも許されない。
なりすましや誹謗中傷は刑事罰の対象となりうる。
ネット選挙の解禁後も政見放送のネット配信は禁止されている。これは公職選挙法第150条の規定が、ネット同時配信に対応した法改正を行っていないためである。この為、動画では選挙管理委員会が削除依頼を出すケースが多い。無論これは著作権法上の理由ではなく、公職選挙法上による削除依頼となる。またテレビのNHKプラス（NHK総合テレビジョンの同時配信）はふたかぶせ映像に差し替え、ラジオ（特にNHKラジオ第1放送）においても、IPサイマルラジオサービス2者（「NHKネットラジオ らじる★らじる」、及び、民放ラジオポータルサイト「radiko」）での配信は禁止され、フィラー音楽に差し替えられている。

## 経緯

### 解禁前の法解釈
第23回参議院議員通常選挙でネット選挙が解禁される以前、自治省（現 総務省）によって、日本の公職選挙法では選挙運動のインターネット利用は禁止されていると解釈されていた。候補者は選挙期間中及び選挙後に当落選に関する有権者へのあいさつ表明に関してウェブサイト更新や電子メール配信を自粛することが一般的になっていた。インターネットを利用した選挙運動は第142条第1項で禁止されている「選挙運動のために使用する文書図画」にあたると解釈されて、「選挙運動の期間中において文書図画の頒布又は掲示につき禁止を免れる行為の制限」（第146条）と「選挙後の当選または落選に関する有権者へのあいさつを目的とした文書図画の頒布や掲示の制限」（第178条第2項）により制限されていた。選挙後にインターネットを利用して当落選に関する有権者への「当選御礼」のあいさつ表明が長野市選挙管理委員会によって違法となる可能性が指摘されたことがある。
中には「法定外の文書図画の頒布」と規定されていることから候補者の中には文章図画の頒布を避け、ウェブサイト上では音声だけの配信を更新する事例も存在した。例えば白川勝彦は2001年（平成13年）7月の参議院選挙・比例区に新党・自由と希望を結党して出馬した際に選挙期間中のウェブサイトの更新を検討していたが、政府見解に従ってやむなく音声による情報発信を行っていた。また堀江貴文が2005年（平成17年）に衆院選に立候補をした際、自らが社長を務めていたライブドアが運営するポータルサイトにおいて選挙期間中は選挙関連記事を掲載しない方針を取った。

### 制限緩和への動き
1996年（平成8年）、新党さきがけは当時の自治省に、インターネットの選挙活動利用に関する質問書を提出した。1997年（平成9年）5月には超党派の国会議員により、インターネット選挙運動を可能とする法律案の成立を目指すインターネット政治研究会が初会合を開いた。そして、1998年（平成10年）6月に民主党からネット選挙解禁を盛り込んだ公職選挙法の一部を改正する法律案が提出された。
総務省は2001年（平成13年）「IT時代の選挙運動に関する研究会」を立ち上げ、2002年（平成14年）8月に報告書を提出した。この報告書によればネット技術を主にウェブページ更新等とメール送信などに分類し、前者は投票日を除く選挙期間中について解禁し後者のメール送信は引き続き禁止すること、第三者のネット上の選挙活動は制限しないことなどを提言した。
またこの中ではサイト運営費用は従来どおり収支報告を行うとされたほか、なりすましを防止するため連絡先の表記を義務とし候補者のサイトを選管が運営するいわゆる「公営サーバ」は設けないが選管のサイトからリンクを張ることとするなどを想定していた。
2000年代前半当時の日本で普及していたのはiモードで、社会のインターネットの利用は限定的だった。2003年（平成15年）10月には新しい日本をつくる国民会議（21世紀臨調）から「公職選挙法改正に関する声明文」が出されたほか、2005年（平成17年）には東京商工会議所から「選挙制度見直しに関する意見」、2006年（平成18年）3月には岩手県議会において「ローカル・マニフェストの導入に向けた公職選挙法の改正に関する意見書」が出されるなど国会外でも制限緩和を求められるようになってきた。
このような流れを受けて、自由民主党は2005年（平成17年）8月、ブログ・メールマガジンの作者らと党幹部との懇談会を開催するなど一定のインターネットメディアと政治との関係を認識し模索しはじめた。
また、民主党はインターネットでの選挙運動を解禁する公職選挙法の改正案を2006年（平成18年）6月に国会に提出した。

### ネット活用と騒動
しかし、法改正の動きは停滞した。そんな中、候補者の中には事実上のネット選挙運動を行う者が現れるようになった。
2007年（平成19年）の参議院選挙で神田敏晶はポッドキャストを使用したが、公職選挙法違反とはされなかった。
2008年（平成20年）の阿久根市長選挙で当選した竹原信一は、選挙告示日からブログを更新し続け、他候補の名前の一部を伏せ字にした上で批判する文章を掲載した。これに対し、選挙管理委員会はブログ更新と削除を指導したが、竹原はそれを拒否し、選挙最終日までブログを更新し続けた。
ただ実際の運用としては、自治体によって「ウェブサイトの更新は全面的に禁止」という解釈を取っているところと「選挙に関係ない内容であれば更新可」としているところがあり、東京都議会議員の後藤雄一は、現場で混乱が生じていると指摘した。
2011年（平成23年）の福岡市議会議員選挙では、元放送通信会社員で無所属候補の本山貴春が、USTREAM、twitter、YouTube、ブログ、メールマガジンなどを選挙運動期間中に毎日更新した。福岡県警は4、5回にわたって映像やブログの記述を削除するよう口頭で警告したが、「ネット選挙については公選法に規定がないと認識している。金もかからず、利用しても公選法の精神には反しない。」として従わなかったとするなど極めて異例なケースとなった。これに関し、選挙プランナーの松田馨は「これほど露骨な例は聞いたことがない。」と読売新聞の取材に答えた。選管が発行する選挙公報もブログ上にアップロードしており、ホームページやブログ上では、「公職選挙法が選挙運動におけるインターネットメディアの利用を制限しておらず、合法である。」と主張する記事を掲載、選挙運動として更新していることを強調した
。結果的に起訴猶予（不起訴）となり、本山は「事実上のネット選挙解禁」で「不戦勝」だとした。
また、2010年（平成22年）の第22回参議院議員通常選挙に立候補した三橋貴明によると、サイバーエージェントから、選挙に出馬する候補者のブログについて、選挙期間中一律に投稿を禁止する・コメント欄を封鎖するなどの措置を取った旨を伝えるメールが届いたという。
インターネット普及率の増加に伴い、支持者が応援活動を行うことも盛んになっていった。
2007年（平成19年）東京都知事選挙で、テレビで政見放送した外山恒一が話題となり、政見放送が有志の手によって動画共用サービスに転載され、多数のアクセスを集めた。この件も公職選挙法に抵触する恐れがあるが、その規定上、候補者自身や支持者が選挙運動目的で動画を投稿したことが確認できない限り、明確な法令違反に問うことは難しいとされた。違法性が不明確なので、サービス運営側でも動画を削除するといった対応をとることは難しく、一時は「現状は野放し状態となっている。」と報じられた。その後、東京都選挙管理委員会は動画共有サービスであるYouTubeとAmebaVisionに対し、政見放送の動画を削除するよう要請し、これを受けてAmebaVisionでは動画を削除した。
動画サイトニコニコ動画では自民党支持層が定着、応援動画を投稿するなどして自民党が大敗した2009年（平成21年）でも高い支持率を持っていた。

### 解禁への動き
2010年（平成22年）の通常国会では、インターネット選挙運動の利用を拡大する公職選挙法改正を視野に与野党協議が行われ、「ウェブやブログを使った選挙運動を合法とし、なりすましや誹謗中傷については刑法の名誉毀損罪や公職選挙法の虚偽表示罪などで対処する。」などの与野党合意が固まっていったが、インターネット選挙運動が解禁されないまま2010年（平成22年）の第22回参院選に突入した。
東北地方太平洋沖地震（東日本大震災）による福島第一原子力発電所事故の影響で福島県の一部の住民が避難したことを受け、2011年（平成23年）11月20日の福島県議会議員選挙、及び警戒区域に指定された一部自治体の首長、議員選の選挙公報が選挙管理委員会のウェブサイトに掲示された（ただし同日の福島県で全ての選挙区、自治体が掲示したわけではない）。
その後、公職選挙法改正法案は震災対応や与野党対立で審議が促進されないまま、2012年（平成24年）に衆議院解散となり、2010年（平成22年）参院選と同じくネット選挙が解禁されないまま2012年（平成24年）衆院選に突入した。ただし、この選挙から、選挙公報については総務省の了解のもと各選挙管理委員会のホームページに記載される形で全選挙区においてはじめて公式に公開されるようになっている。
そして、ついに2013年（平成25年）4月19日、公職選挙法が改正され、インターネットによる選挙運動が可能となった。

### 解禁後
2013年(平成25年)7月に行われた第23回参院選はインターネットを使った選挙運動が解禁された初めての選挙となった。自民党は解禁に乗り気ではなかった長老議員を中心に「党に丸投げしたい」との声や、党でもネットリテラシーが低い議員による不用意な発信による炎上のリスクを懸念する意見があった。民主党は、失業した議員秘書たちを党のネット担当者として採用。ネット上で民主党議員への否定的なコメントが出回っていることも多く、党内では“ウィキペディアの議員の項目をきちんと修正したほうがいい”という意見も出た。
2010年代後半から2020年代中盤にかけて、れいわ新選組、NHK党、参政党、日本保守党などの新党はネットでの選挙活動を活用して議席を獲得した。また歴史が浅く党首玉木雄一郎のXフォロワー数が目立つ国民民主党も同種の「ベンチャー政党」であるという指摘もある。従来はテレビ局が有力候補を勝手に選定していたが、テレビ離れの進行でインターネットやYouTubeを見て決める人が増加しているとされる。
解禁時には想定されていなかった動画配信による選挙活動が問題となるケースもあり、2024年（令和6年）4月に行われた衆議院東京15区補欠選挙では、つばさの党から出馬した候補者とその陣営が相手候補の演説を妨害したり、選挙カーを追い回したことで、選挙後候補者や党代表らが選挙妨害に当たるとして公職選挙法違反で逮捕されたが、同陣営は一連の妨害行為を動画撮影し配信、それによる広告収入を得ていたことが分かっているほか、「落選運動をビジネスにしたい」とも語っており、識者からは現状に即した制度改正も必要と指摘されている。2024年東京都知事選挙においても、56人もの大量立候補があったが、全国的に注目される選挙に出馬し、インターネットを駆使して知名度が上がれば新たな仕事や収入を得られ、供託金を没収されてもその分をまかなえるとされ、この点についても現状の制度が追いついていない事態が起きていると指摘されている。
2020年代中盤になると既成政党支持者の高齢化、国民民主党、れいわ新選組、参政党の若年層支持とネットを背景にした新興勢力台頭が目立つようになった。2024年東京都知事選では、それまでネットで関心を持った一部の者を除けば東京ではほとんど無名であった前（当時）安芸高田市市長であった石丸伸二がSNSや30万近いフォロワー数のユーチューブ人気を基盤に立候補、その選挙演説動画が収益目的のユーチューバーによって視聴者数や再生回数の稼げるフリー素材として切抜編集されてユーチューブ上にアップされた。それらやSNS上の宣伝を見て演説会場に集まる者が次第に増加、ブームを起こして170万票を獲得、次点にまでつける状態となった。2024年兵庫県知事選挙では、敗色濃厚だった斎藤元彦が、やはり石丸伸二のときと同様な形で各種切抜動画が作成された他、立花孝志のネットを巧みに利用した応援宣伝活動もあって大逆転し、当選。SNSや動画サイトでの応援活動の威力を見せつけ、斎藤の落選を確実視していたテレビへの不信が表面化した。一方で選挙終了後に兵庫県内のPR会社が「斎藤からSNS監修などの広報全般を任された」と主張するコラムをnoteに投稿したため、物議となり、後に斎藤とPR会社社長が公職選挙法違反容疑で書類送検される事態になった。
マスコミ側はネット選挙運動に批判的となり、ネットでの過熱により誹謗中傷やデマが拡散され、短い選挙期間では十分に対応できず、選挙結果を不当に歪められると批判、自民党は外国の選挙介入が起きているとした。SNS等でも選挙運動期間中にそれを取り扱った配信等の収益化は認めないようにすべきとの等の意見等も出た。
マスコミに批判されると逆に伸びるという現象も生じた。れいわ新選組の山本太郎は2019年の結党当時、過去のスキャンダルなどを含め批判記事を連発されたがその後躍進。玉木雄一郎は2024年に不倫報道をされるが「玉木潰し」であるとして逆にマスコミに反発が集まった。
2025年の第27回参議院選挙では新興政党とマスコミとの対決が激化。日本では従来の選挙運動期間中は公平中立を保つためとして一方に不利になるような報道を控える傾向にあったが、事実であり選挙判断に必要であれば寧ろ報道することが公平であり報道すべきという声が出ており、TBSテレビは日本のテレビ選挙報道は欧州と比べて「ビビりすぎ」という声を伝え、実際に選挙期間中に参政党批判特集を放送するに至った。しかし、これは逆にTBSがネット炎上し参政党が反撃に出て支持者が結束したと指摘された。選挙後、TBSの選挙特番に出演した参政党代表の神谷宗幣はTBS報道を暗に批判した。れいわ代表の山本は既存のマスメディアに選挙の争点をそらされ、不信があるとしてテレビカメラなど取材陣を入れた開票センターを設けずにユーチューブでライブ配信した。

### 投票率への効果
SNSに関しても東北福祉大学の萩野寛雄教授は、2022年時点で政治家の活用は広がったが、投票率の向上には繋がっていないとしている。萩野は、2022年5月に政治学原論などを履修している学生にアンケート調査を行ったが、全員がSNSを使用しているにもかかわらず政党や政治家をフォローしているのは10%未満であった。
ネット選挙の効果に関して社会学者の田代光輝は2013年当時、ウェブサイトはプル型メディアであるために効果は限定的で、握手や戸別訪問などの「接触」が重要であり、田代は選挙においてネット上の情報を参考にする人は10%であるとしている。その際に決定的なスキャンダルなどの失点があれば票を減らすこともあり、「ネット選挙では失点をしないこと」が重要だとしている。
2025年第27回参議院選挙でのNHK・日本テレビ（NNN）・読売新聞との合同出口調査において、比例代表において、日本保守党や参政党、国民民主党などといった、今回の選挙で躍進した新興政党に投票した有権者では「SNSや動画サイトを最も参考にした」と回答した割合が高い一方で日本共産党や立憲民主党、自由民主党などの既成政党に投票した有権者ではSNSや動画サイトを参考にした割合が低いことが明らかになっている。

## 海外の状況

### アメリカ合衆国
アメリカ合衆国では選挙運動の規制は費用についてなされており、方法・手段についての規制はほとんどない。そのため、インターネット選挙運動についても原則として規制はないとされている。その一方で、一部の州政府は、インターネット上の選挙運動について、候補者に承認されたものかを明示する義務などを課している。
1990年代からインターネットが選挙運動に活用されており、1992年に民主党の大統領予備選挙においてブラウン候補が電子メールを用いて選挙運動を行った。また、2004年に民主党大統領予備選挙に立候補したハワード・ディーンはインターネットを通じた献金で選挙資金を集めた。また、2008年アメリカ合衆国大統領選挙に出馬したバラク・オバマはYouTubeを通じた選挙広告やTwitterなどSNSによる有権者への働きかけ、クレジットカードによるオンライン献金で成果を上げ、当選した。2016年アメリカ合衆国大統領選挙で共和党のドナルド・トランプは主要メディアは保守系FOXニュースすら反トランプに傾く状況のなか、Twitterを活用して支持を広げた。
なお、アメリカでは候補者や政党委員会などに連邦選挙委員会への政治資金等に関する定期的な報告義務があり、連邦選挙委員会は選挙資金や候補者などの情報をインターネット上で公開している。

### イギリス
イギリスでも、費用面での選挙運動の規制は非常に厳格になされているが、手段・方法についての規制は若干の規定があるのみであり、インターネット選挙運動についての規制も原則として存在しない。
2000年代においてインターネットを用いた選挙運動は行われていたが、双方向性が活かされておらず、その影響力は比較的小さいとされた。

### フランス
フランスでは、選挙運動の手段・方法について規制があり、インターネット選挙運動についても、投票日前日には更新ができない、ウェブサイトを通じてかかった費用を選挙運動費用として計上しなければならないなどの規制がある。

### ドイツ
ドイツでは選挙運動の手段・方法についての規制が若干あるが、インターネット選挙運動は原則的に規制されていない。
1998年の総選挙以降、ホームページによる選挙運動が活発になされている。

### 韓国
大韓民国ではインターネット選挙運動について詳細に規定されている。以前はインターネット選挙運動については政党や候補者に限られていたが、2012年2月に公職選挙法が改正され、有権者にも解禁された。
高いブロードバンド回線普及率を背景に、インターネットが有力な選挙運動ツールとして用いられている。とりわけ2002年の大統領選挙においては、インターネットを通じた支持運動が展開された。その一方で、2002年、2007年の大統領選の投票率は1990年代と比べて低下したことが指摘されている。また、有権者のインターネット選挙運動が解禁された2012年大韓民国大統領選挙では特に若年層の投票率が上昇したが、これは候補者の一騎討ちの影響であるとされている。また、誹謗中傷から発展した事件もあり、仁川市の区長選挙で対立候補に言い負かされたように加工された写真がインターネット上に出回って落選したり、2012年の大統領選挙では国家情報院の前院長が職員に命じて野党候補に批判的な書き込みをさせていたことが分かり、選挙違反として起訴された。